# Италика

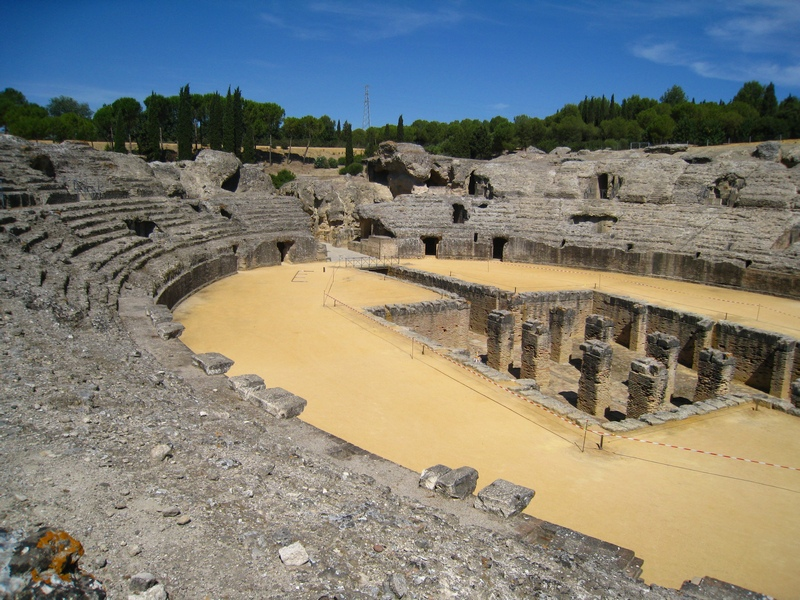
Aмфитеатр в Италике

Ита́лика (лат. Italica, исп. Itálica) — римская колония, основанная в 206 году до н. э. Сципионом Африканским для поселения римских солдат, раненых в битве при Илипе, где в ходе Второй Пунической войны была разбита карфагенская армия. Поселение располагалось к северу от современного Сантипонсе, в 9 км на северо-запад от Севильи.
Италика стала местом рождения будущего императора Римской империи Траяна и его преемника Адриана. В правление последнего поселение получило статус колонии и имя лат. Colonia Aelia augusta Italica, в нём были возведены храмы, включая посвящённый Траяну «Trajaneum», и общественные сооружения. При том, что население города составляло не более 8,000 человек, Италика располагала вмещающим 25,000 зрителей амфитеатром, что всего лишь вдвое меньше, чем у римского Колизея. Такие размеры были призваны подчеркнуть статус города и его значение, выходящее за местные рамки.
Современный город Сантипонсе расположен «над» «старым городом» республиканского периода и предшествовавшим ему до-римским иберийским городом. Хорошо сохранившиеся руины, раскопки которых ведутся с 1781 года, относятся к адриановскому nova urbs. Своим прекрасным состоянием останки Италики обязаны тому, что в результате сдвига течения Гвадалквивира, произошедшего, возможно, вследствие вызванного обезлесением заиления, население начало покидать эти места в III веке. В 584 году король вестготов Леовигильд построил здесь укрепление, чтобы угрожать византийцам. Окончательно город был покинут после арабского завоевания.
В наши дни Италика является популярным туристическим местом. Руины города также используются как место проведения ежегодного соревнования по бегу по пересечённой местности — Cross Internacional de Itálica, одного из крупнейших в этом виде спорта.

## Галерея

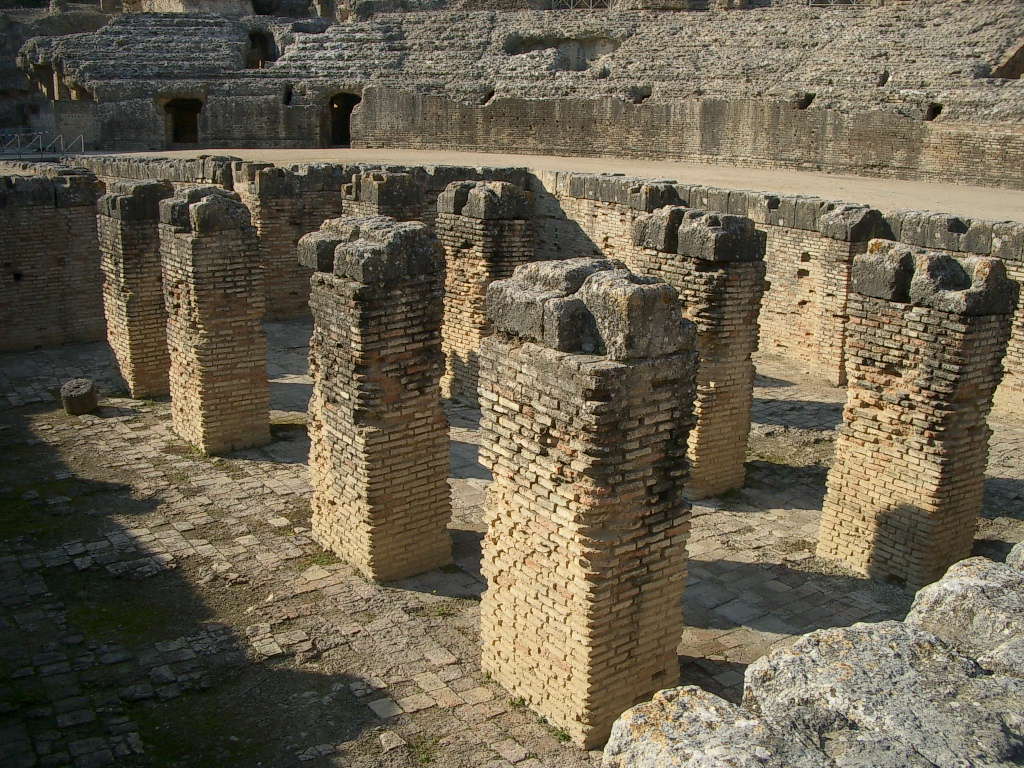
Яма амфитеатра Италики
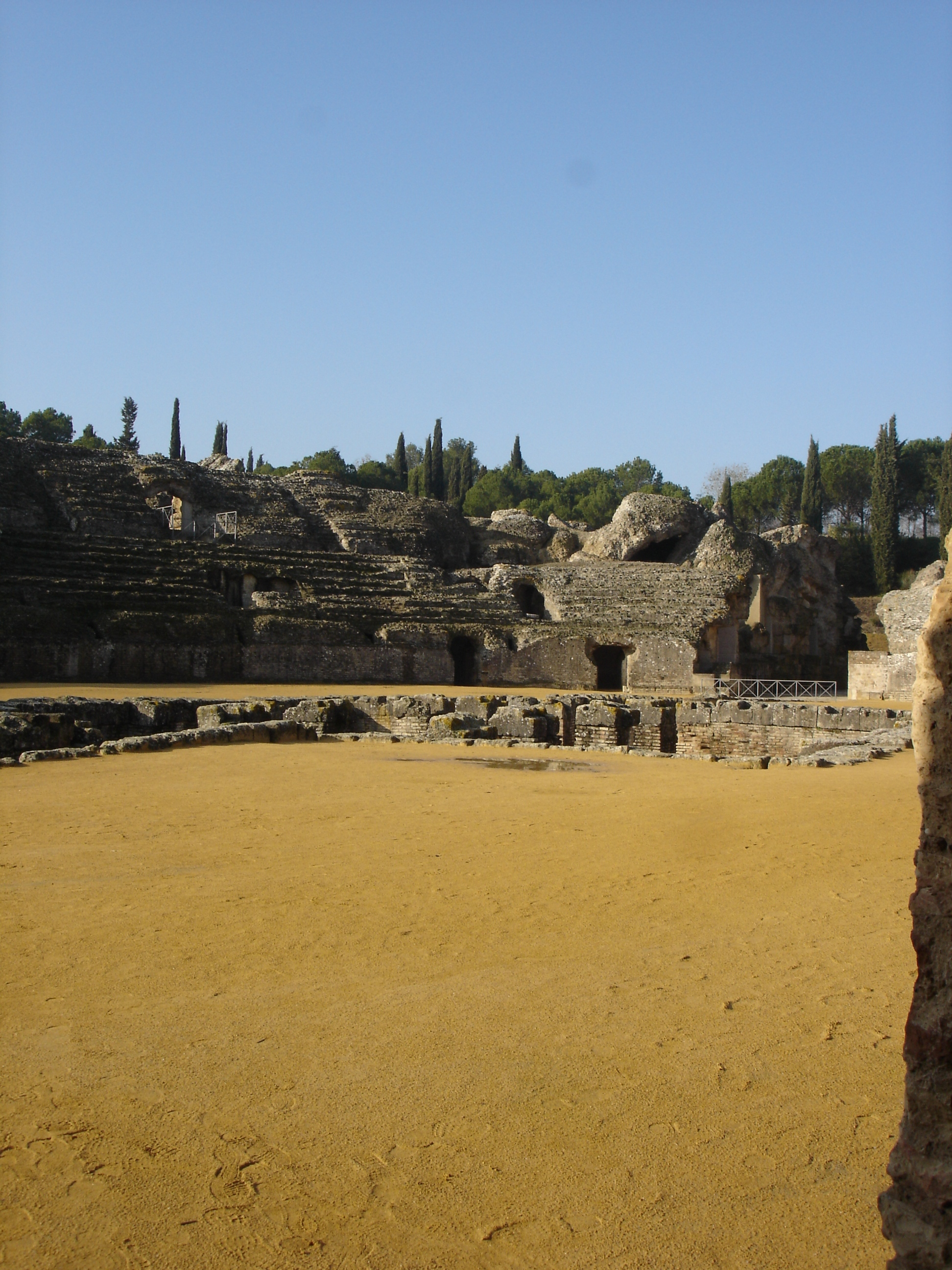
Для проведения навмахии яма заполнялась водой
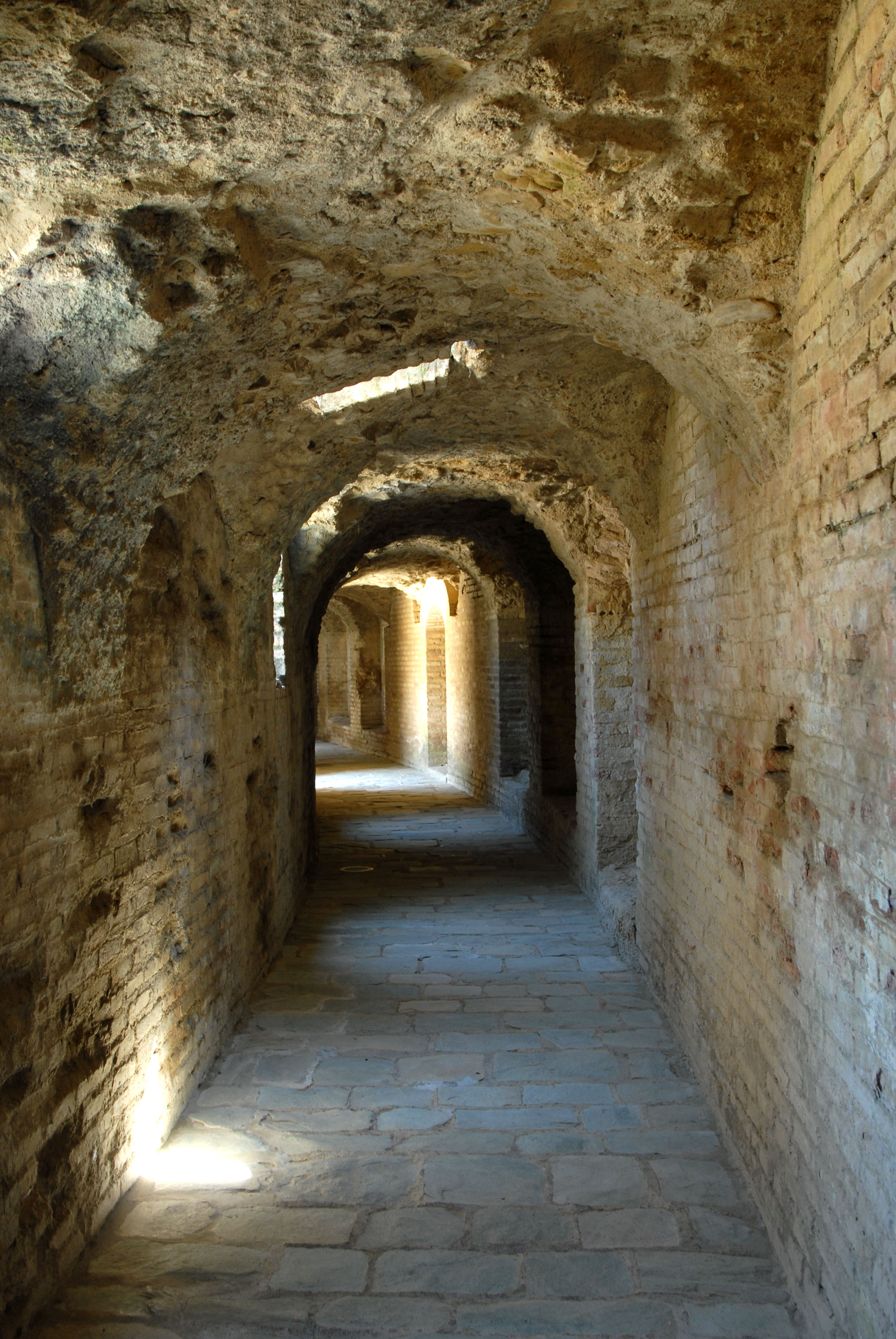
Проход, окружавший амфитеатр
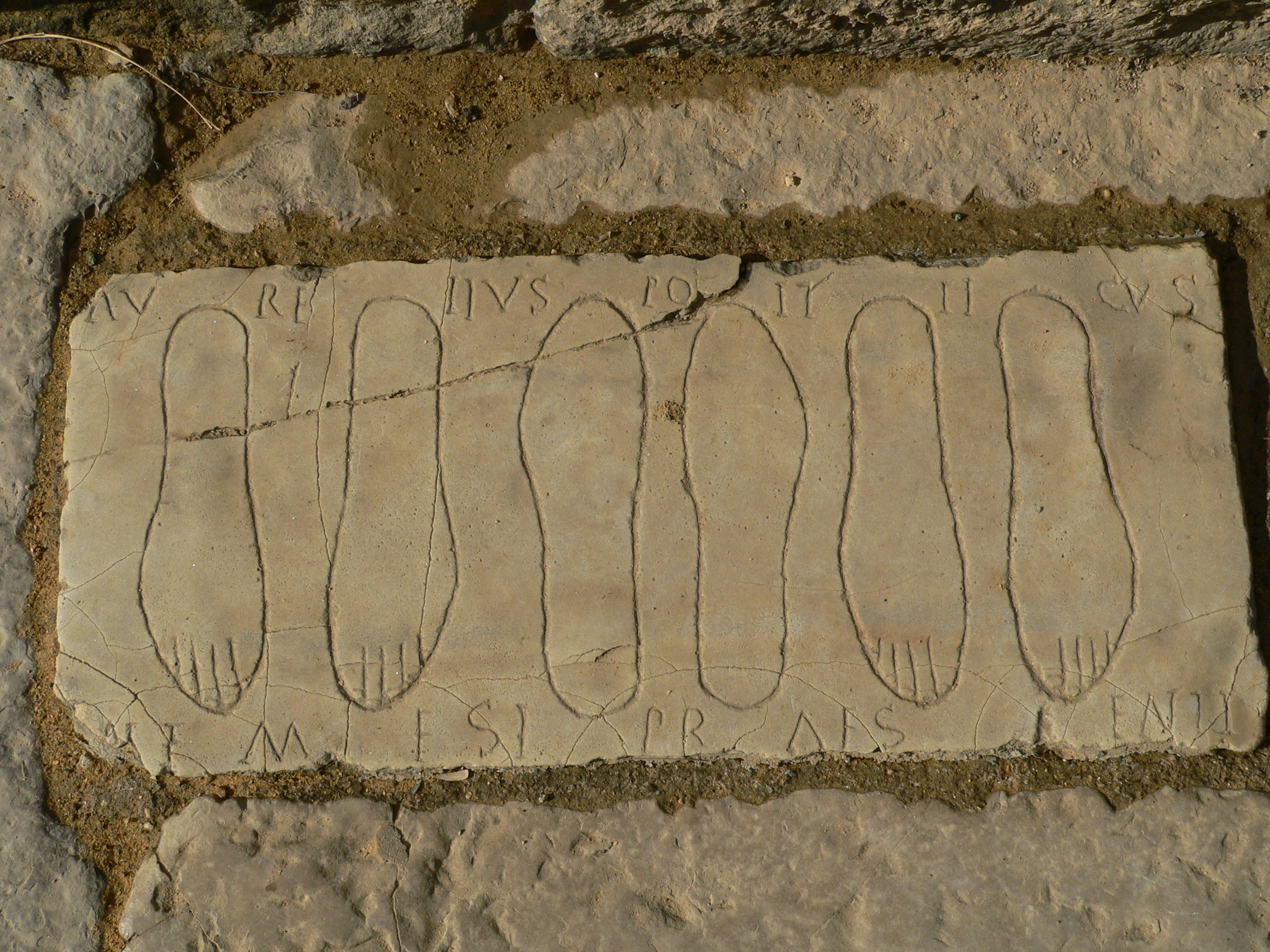
Вотивная табличка с вырезанными изображениями ступней при входе в амфитеатр
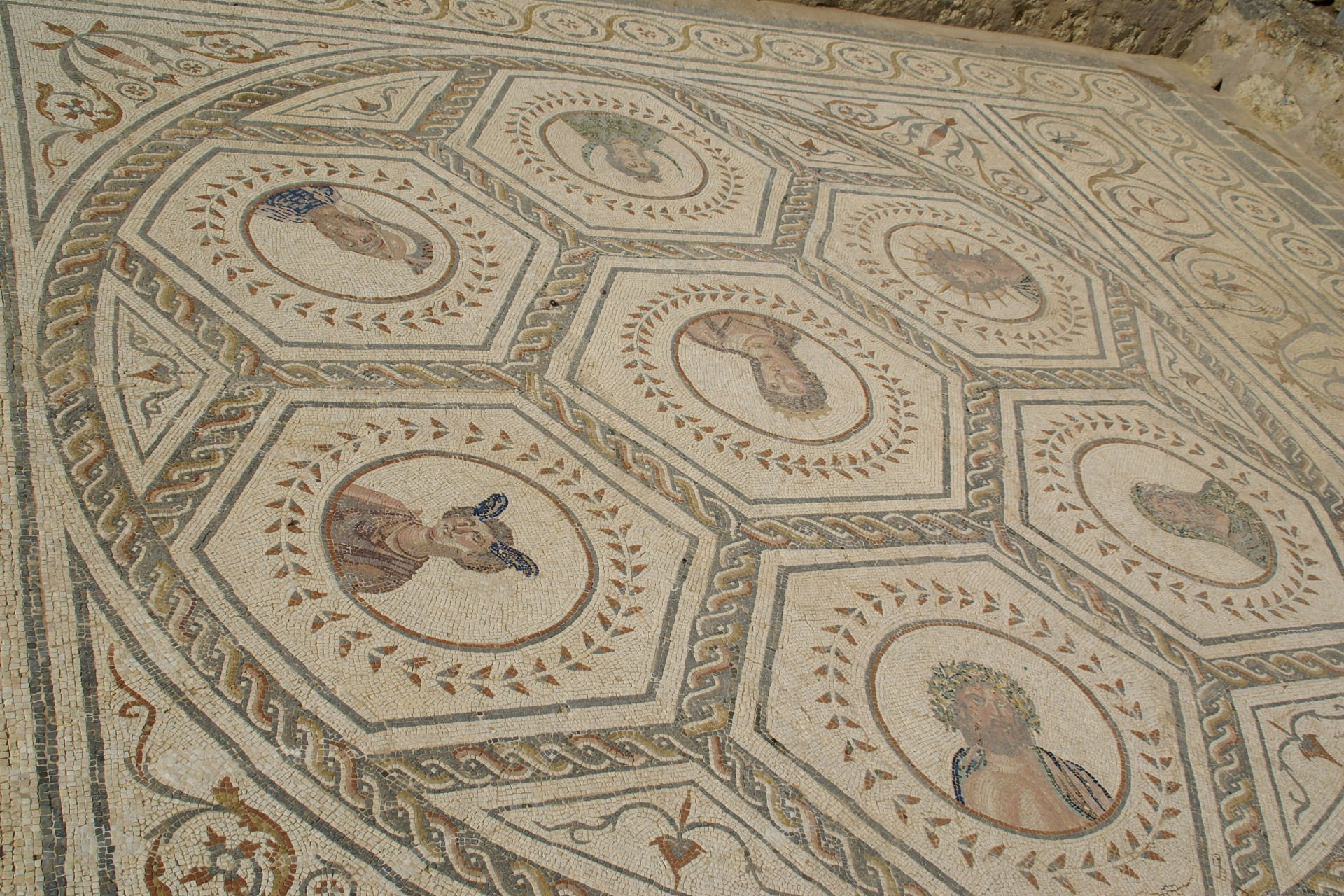
Мозаичный пол в Доме планетария
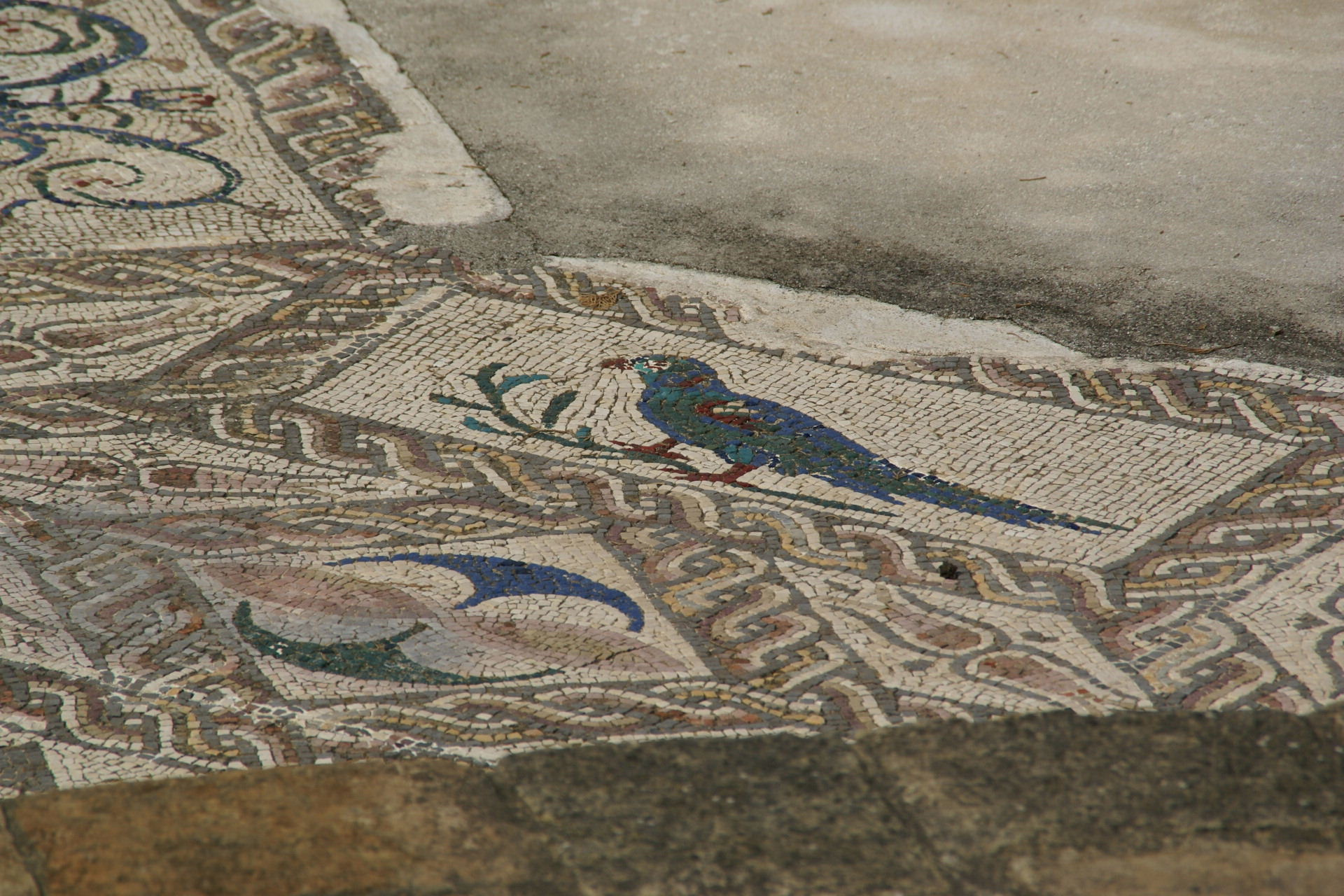
Мозаичный пол в Доме птиц